# Đội tuyển bóng đá bãi biển quốc gia Qatar
Đội tuyển bóng đá bãi biển quốc gia Qatar đại diện Qatar ở các giải thi đấu bóng đá bãi biển quốc tế và được điều hành bởi Hiệp hội bóng đá Qatar, cơ quan quản lý bóng đá ở Qatar.

## Đội hình hiện tại
Chính xác tính đến tháng 12 năm 2012.
Ghi chú: Quốc kỳ chỉ đội tuyển quốc gia được xác định rõ trong điều lệ tư cách FIFA. Các cầu thủ có thể giữ hơn một quốc tịch ngoài FIFA.
| Số | VT | Quốc gia | Cầu thủ         |
| -- | -- | -------- | --------------- |
| —  |    |          | Ahmed Farahan   |
| —  |    |          | Rashid Al Kaabi |
| —  |    |          | Rashid Mubarak  |
| —  |    |          | Hamad Ali       |
| —  |    |          | Saleh Al Kuwari |

| Số | VT | Quốc gia | Cầu thủ         |
| -- | -- | -------- | --------------- |
| —  |    |          | Shehab Menour   |
| —  |    |          | Ali Mohammed    |
| —  |    |          | Mohammed Fahad  |
| —  |    |          | Mohammed Rashid |
| —  |    |          | Jafal Rashid    |

## Thành tích
- Thành tích tốt nhất tại Đại hội thể thao bãi biển châu Á: Hạng 14
  - 2008, 2010